# سیارک ۵۹۴۶
سیارک ۵۹۴۶ (به انگلیسی: 5946 Hrozny، نامگذاری:1984UC1) پنج هزار و نهصد و چهل و ششمین سیارک کشف شده‌است که در ۲۸ اکتبر ۱۹۸۴ کشف شد.
قدر مطلق سیارک برابر ۱۴٫۰۰ است.